# Jurasüdfuss
Als Jurasüdfuss bezeichnet man den südöstlichen Rand des Juragebirges mit dem Übergang von der Berglandschaft der ersten Jurakette zum Schweizer Mittelland.

## Geographie
Am Jurasüdfuss strömen die Gewässer aus den Voralpen und einige kleinere Flüsse aus den Juratälern zusammen und entwässern über die Aare durch ein breites Juraquertal zum Rhein.

## Siedlungslandschaft
Die Schweizer Städte Genf, Nyon, Morges, Yverdon-les-Bains, Neuenburg, Biel/Bienne, Grenchen, Solothurn,  Olten, Aarau, Brugg und Baden liegen in diesem Raum.

## Verkehrsinfrastruktur
Entlang des Jurasüdfusses verläuft ein Bündel von SBB-Eisenbahnlinien, die unter anderem die erwähnten Städte miteinander verbinden und den Namen Jurasüdfusslinie tragen. Im Gegensatz dazu gibt es die Mittellandlinie, welche ab Morges über Lausanne, Fribourg, Bern und Langenthal nach Olten führt.

## Hochwasser
In der Solothurner Gemeinde Bettlach trat im Sommer 2007 während eines starken Unwetters erstmals seit sehr langer Zeit der im Jura entspringende Dorfbach, der Giglerbach, über die Ufer und entlud gewaltige Geröllmassen in das Siedlungsgebiet. Das schlimmste Ereignis dieser Art in dieser Region hatte sich allerdings bereits in den 1970er Jahren in der Nachbargemeinde Selzach zugetragen. Es war damals von einem eigentlichen Berg-Abbruch die Rede, der mit Glück keine Todesfälle zur Folge hatte.